# Carmen Acevedo Vega
Carmen Acevedo Vega (16 tháng 7 năm 1913 - 28 tháng 4 năm 2006) là một nhà thơ, nhà văn và nhà báo người Ecuador.

## Tiểu sử
Carmen Acevedo Vega được sinh ra tại Guayaquil vào ngày 16 tháng 7 năm 1913. Cha bà là Jose L. Acevedo Quiroz, một nhà văn và nhà thơ đến từ Quito. Mẹ bà là Obdulia Vega Andrade, đến từ Cuenca. Carmen Acevedo Vega được sinh ra tại Guayaquil vào ngày 16 tháng 7 năm 1913. Cha của cô, ông Jose L. Acevedo Quiroz, là một nhà văn và nhà thơ đến từ Quito. Mẹ cô, Obdulia Vega Andrade, được sinh ra ở Cuenca. Bà sống những năm đầu tiên trong một trang trại thuộc sở hữu của cha mình ở Naranjal. Nhiều năm sau, gia đình bà chuyển đến thành phố Guayaquil, nơi bà hoàn thành chương trình học tiểu học tại Colegio la Inmaculada ở Guayaquil. Sau đó bà phải bỏ học cấp ba do định kiến xã hội thời bấy giờ.
Khi bà sáu tuổi, Carmen Acevedo Vega được đưa đến vùng đất nông nghiệp "San Vicente", thuộc về cha cô. Vào lúc đó, thiên nhiên đã tác động đến bà và bà được giới thiệu với cuộc sống nông dân. Trong thời gian này, bà có được một thói quen kỳ lạ: bà sẽ không bao giờ khóc. Bà đã hình thành thói quen này bởi vì bố mẹ bà sẽ nói với anh chị của mình rằng đàn ông không được khóc, nếu họ làm như vậy, họ sẽ trông giống phụ nữ. Bình luận này khiến bà tự hỏi tại sao chỉ có phụ nữ mới có quyền khóc. Vì vậy, bà quyết không khóc vì không có gì.
Đầu tiên bà tiếp cận với văn học, cũng như đọc và hát, nhờ một giáo viên từ Guayaquil. Bà được coi là một bà gái trầm tính, lo lắng và nhút nhát ở trường và ở nhà. Bà tập trung hầu hết sự chú ý và thời gian vào việc học. Bà ấy giỏi nhất môn thể dục dụng cụ, nhảy olympic và bà ấy đạt điểm cao nhất. Thế giới sân khấu thu hút sự chú ý của cô; bà ấn tượng với những màn trình diễn sân khấu, khao khát được chọn cho những buổi tối văn học. Ở nhà, bà và anh trai thường bắt chước các nghệ sĩ của Công ty Hài kịch Trẻ em biểu diễn tại Teatro Colón.
Khi học xong tiểu học, bà chỉ hoàn thành hai năm trung học. Cha bà không cho phép bà đến trường Vicente Rocafuerte. Carmen phải ở nhà, nơi bà đọc hàng tấn sách. Sau đó, bà đã phát triển sự quan tâm của mình cho tiểu sử, tiểu thuyết và văn học cổ điển. Cha bà đã thúc đẩy bà viết những bài thơ đầu tiên của mình, những bài thơ này sẽ nói về cái chết, bóng ma và sự thất vọng. Bà cũng được truyền cảm hứng từ những người bạn, nhà văn và nhạc sĩ của cha cô, những người thường xuyên đến thăm nhà.
Vào năm 1929, bà đã xuất bản một số bài thơ trên các tạp chí từ Guayaquil "Lý tưởng và" Perú ". Khi Telmo Vaca del Pozo nghe tin, ông đã đến gặp Carmen và nói với bà rằng làm nhà thơ rất khó, đặc biệt là đối với phụ nữ vì Sau khi nghe điều này, bà quyết định không thể hiện những bài thơ của mình và dành hết cho việc ca hát. Cha bà ủng hộ bà nói rằng bà có một giọng nói đặc quyền và do đó, phải học nhạc. Carlos Alberto González và Francisco Paredes Herrera đã trở thành Giáo viên riêng của cô. Cha bà cũng muốn Carmen trở thành một nữ diễn viên, nhưng mẹ bà hoàn toàn phản đối. Bà chỉ hát vào buổi tối của gia đình. Bà học may và thêu cùng một lúc. Bà vào Nhạc viện dưới sự chỉ đạo của Maestro Pedro Pablo Traversari, và quản lý để học cho đến năm thứ hai của piano, recital và hát.
Chỉ mới mười sáu tuổi, những bài thơ của bà đã được xuất bản trên các tạp chí như "Lý tưởng" và "Perú". Năm 1935, bà viết bài cho báo El Universo. Bà đã bỏ công việc này năm 1938 để chuyển đến Cuenca và làm việc cho tờ báo El Mercurio. Một năm sau, bà quay trở lại thành phố Guayaquil nhưng vẫn tiếp tục làm việc cho tờ báo địa phương ở Cuenca. Năm 1945, bà kết hôn với Vicente Idrovo Valdivieso. Họ có một con trai tên Luis Galo Idrovo Acevedo. Hai người ly dị năm 1953. Những kinh nghiệm bà có được khi còn trẻ được gợi lên trong những câu thơ của bà. Bà được biết đến với việc sáng tác các tác phẩm về chủ đề xã hội và phản kháng, thông qua những câu thơ nhạy cảm, nhịp nhàng và trữ tình.
Bà qua đời ở Guayaquil ngày 28 tháng 4 năm 2006.

## Tư cách thành viên
Carmen Acevedo Vega là thành viên của nhiều tổ chức ở Ecuador, bao gồm:
- Casa de la Cultura Chefforiana: Tổ chức quản lý văn hóa tự trị ở Cộng hòa Ecuador. Nó hoạt động từ năm 1944 và có trụ sở chính tại thành phố Quito.
- Hiệp hội các nhà báo của Guayas
- Hiệp hội các nhà báo của Guayaquil
- Liên đoàn các nhà báo quốc gia của Ecuador: được thành lập vào tháng 9 năm 1975, là một thực thể của luật tư nhân, có tư cách pháp nhân và trụ sở chính của nó đang luân chuyển. Liên đoàn được điều chỉnh bởi Luật Thể dục chuyên nghiệp của các nhà báo, đạo luật và quy định.[5]
- Trung tâm văn hóa thủ đô của thủ đô Quito: tổ chức văn hóa của thành phố Quito, thủ đô của Ecuador. Trụ sở chính của nó nằm ở trung tâm lịch sử của thành phố, tại một trong một số tòa nhà hoành tráng đã giúp giành được danh hiệu di sản thế giới đầu tiên, bởi UNESCO vào năm 1978.
- Liên hiệp phụ nữ Mỹ: Liên hiệp phụ nữ Mỹ được thành lập năm 1934 bởi một nhóm phụ nữ Mỹ Latinh; nhưng nó luôn có trụ sở chính ở Hoa Kỳ và một số thành viên hiện tại là người Bắc Mỹ. Ngày nay, có các chi nhánh của Liên minh ở hầu hết các quốc gia ở Tây bán cầu.[6]
- Liên minh Phụ nữ Quốc gia Ecuador: Năm 1960, Liên minh Phụ nữ Quốc gia Ecuador (UNME trong tiếng Tây Ban Nha) được thành lập. Nó tồn tại cho đến ngày nay và có chi nhánh ở một số tỉnh của đất nước. Mục đích của UNME là cung cấp "đào tạo công dân cho phụ nữ".[7]

## Giải thưởng
- Năm 1952, bà nhận được giải thưởng cuộc thi thơ ca "Ondas Azuayas" của đài phát thanh.
- Vào năm 1973, đô thị của thành phố Guayaquil đã trao cho bà "Huy chương vì thành tích văn học" để ghi nhận công việc văn hóa và giáo dục của cô.
- Năm 1976, chương trình Antena Pedagógica đã gọi bà là "Giáo viên của năm".
- Năm 1996, bà được trao Giải thưởng Văn hóa hạng nhất, do Bộ Giáo dục và Văn hóa Ecuador cấp.

## Công trình
- Camino sin Retorno (1953)
- Espacio y Luz (1961): Tập thơ dành riêng cho phụ nữ và trẻ em ở Ecuador. Nó được xuất bản bởi Đại học Guayaquil. Một số bài thơ là: "Tristeza por la flor Caida", "Ninos en el desamparo", "Los cara de hambre", "Nuestra tierra" [8]
- Latitud Amarga (1968)
- Lauros de Guayaquil (1973): Một tập thơ dành riêng cho thành phố Guayaquil. Nó được xuất bản bởi Casa de la Cultura Chefforiana Núcleo del Guayas. Nó có tổng cộng 12 bài thơ như: "Một tierra Guayaquil, mi" "Lauros de Guayaquil", "Canto a la Bandera," "Canto al Estero Salado", "Canto một los Próceres," [9]
- En los Horizontes del Paisaje Azul (1978): Đây là một tập thơ được viết khi tác giả mất cha mẹ. Nó được xuất bản bởi Casa de la Cultura Cheatoriana Núcleo del Guayas. Nó có tổng cộng 27 bài thơ, trong số đó chúng ta có thể tìm thấy:, và Una nube de añil.[10]
- Perfiles Humanos, một tập truyện ngắn được xuất bản trước đó từ năm 1956 đến 1980
- Alba Eterna
- Páginas de Ayer
- Parcela Azul
- Cantos Dispersos
- Nhà hát Nada Más
- En el Peregrinaje